# لباس رزم

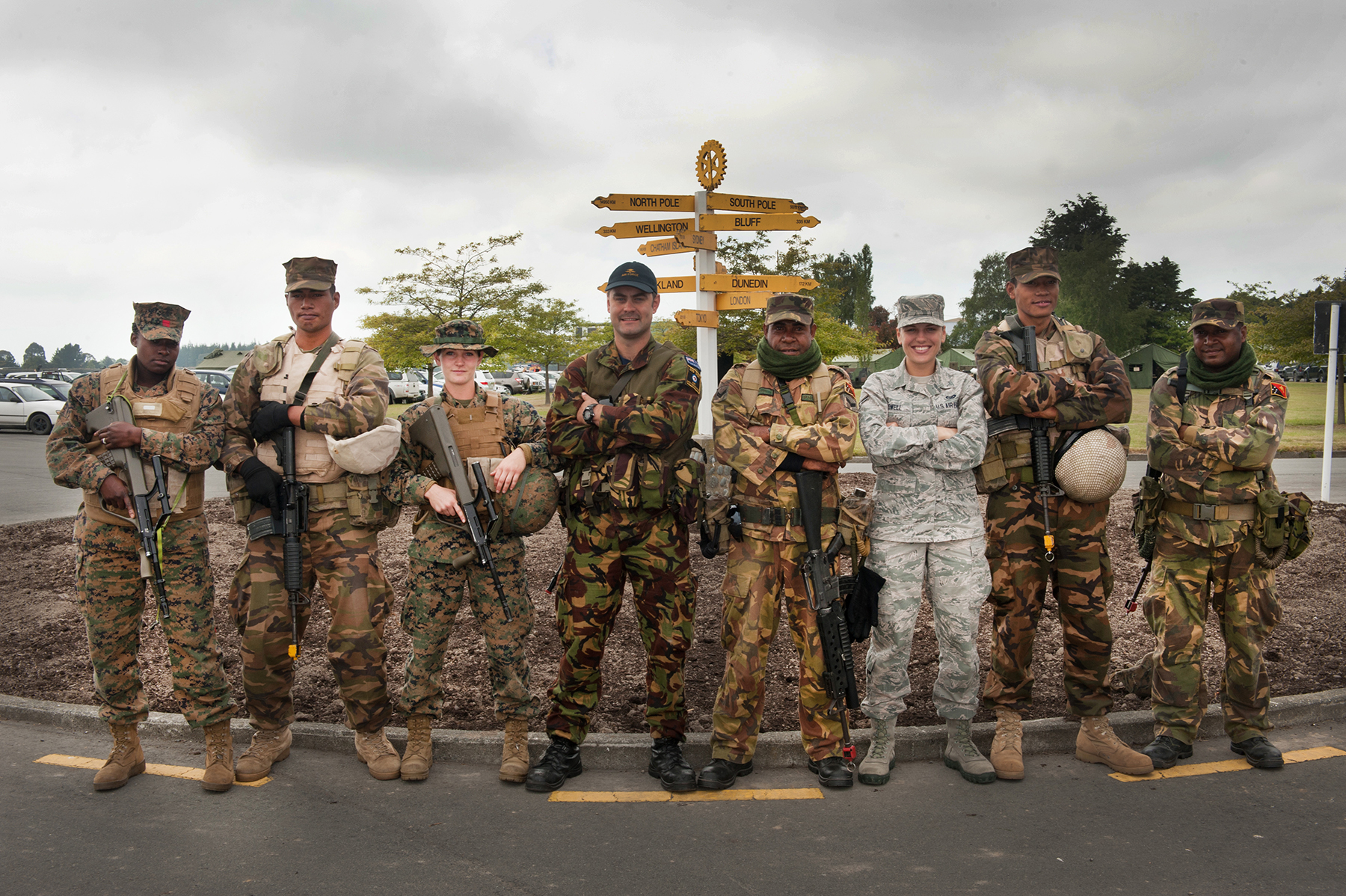
سربازان از ملیت‌های مختلف با پوشیدن انواع لباس‌های رزمی در سال ۲۰۱۳

لباس رزم (به انگلیسی: Combat uniform) که به آن یونیفرم میدانی (به انگلیسی: field uniform)، لباس نظامی یا یونیفورم رزمی نیز گفته می‌شود، نوعی یونیفرم معمولی است که توسط ارتش، پلیس، آتش‌نشانی و دیگر سرویس‌های یونیفرم عمومی برای کارهای میدانی روزمره و اهداف رزمی استفاده می‌شود، برخلاف لباس‌هایی که در مراسم و رژه می‌پوشند. به‌طور کلی از یک ژاکت، شلوار و پیراهن یا تی‌شرت تشکیل شده است که همگی گشادتر و راحت‌تر از یونیفرم‌های رسمی‌تر هستند. طراحی آن ممکن است به هنگ یا شاخه خدماتی بستگی داشته باشد، مثلاً ارتش، نیروی دریایی، نیروی هوایی، تفنگداران دریایی و غیره. در شاخه‌های ارتش، پارچه‌ها به رنگ‌های استتار، الگوی گیج‌کننده یا سبز، قهوه‌ای یا خاکی تک‌رنگ، به منظور تقریبی پس‌زمینه هستند. و باعث می‌شود که سرباز در طبیعت کمتر دیده شود. در کدهای لباس غربی، یونیفرم میدانی معادل لباس غیرنظامی شهروندان غیرنظامی در نظر گرفته می‌شود. به این ترتیب، یونیفرم میدانی کمتر رسمی نسبت به یونیفرم لباس خدمتی در نظر گرفته می‌شود، که عموماً برای استفاده اداری یا کارکنان، و همچنین یونیفرم لباس نامرتب و یونیفرم لباس کامل هدف قرار می‌گیرد.

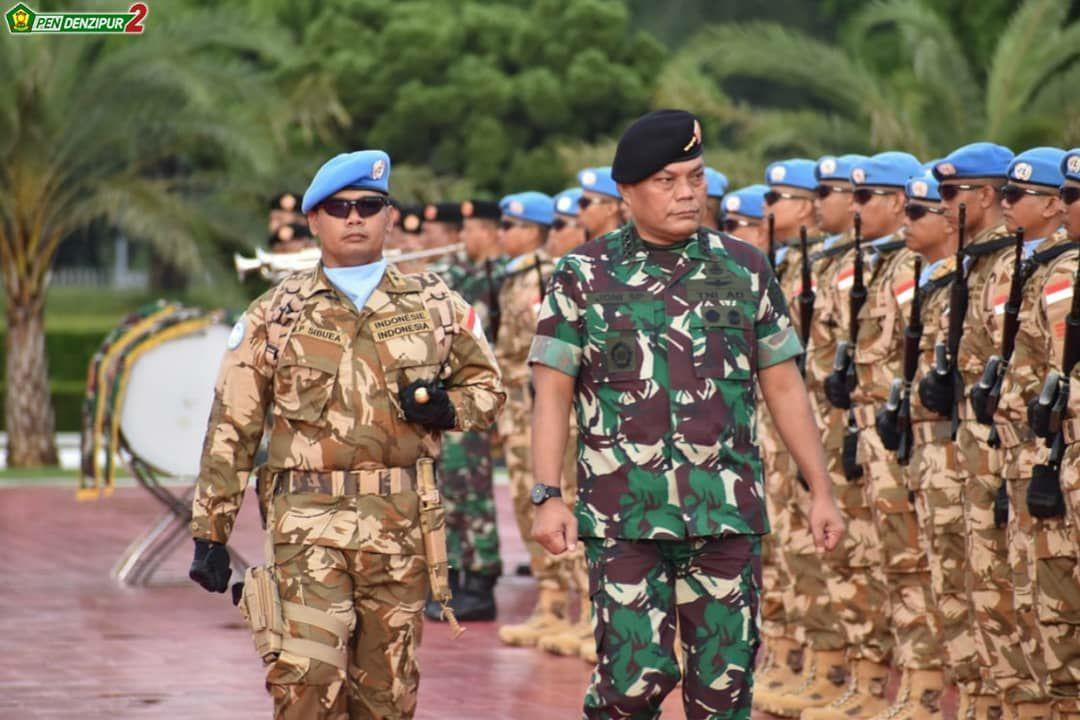
سربازان اندونزیایی گروه گارودا. یک نفر در یک نوع معتدل از DPM لباس پوشیده است، در حالی که اکثر آنها یک نوع لباس بیابانی چهاررنگ دارند.

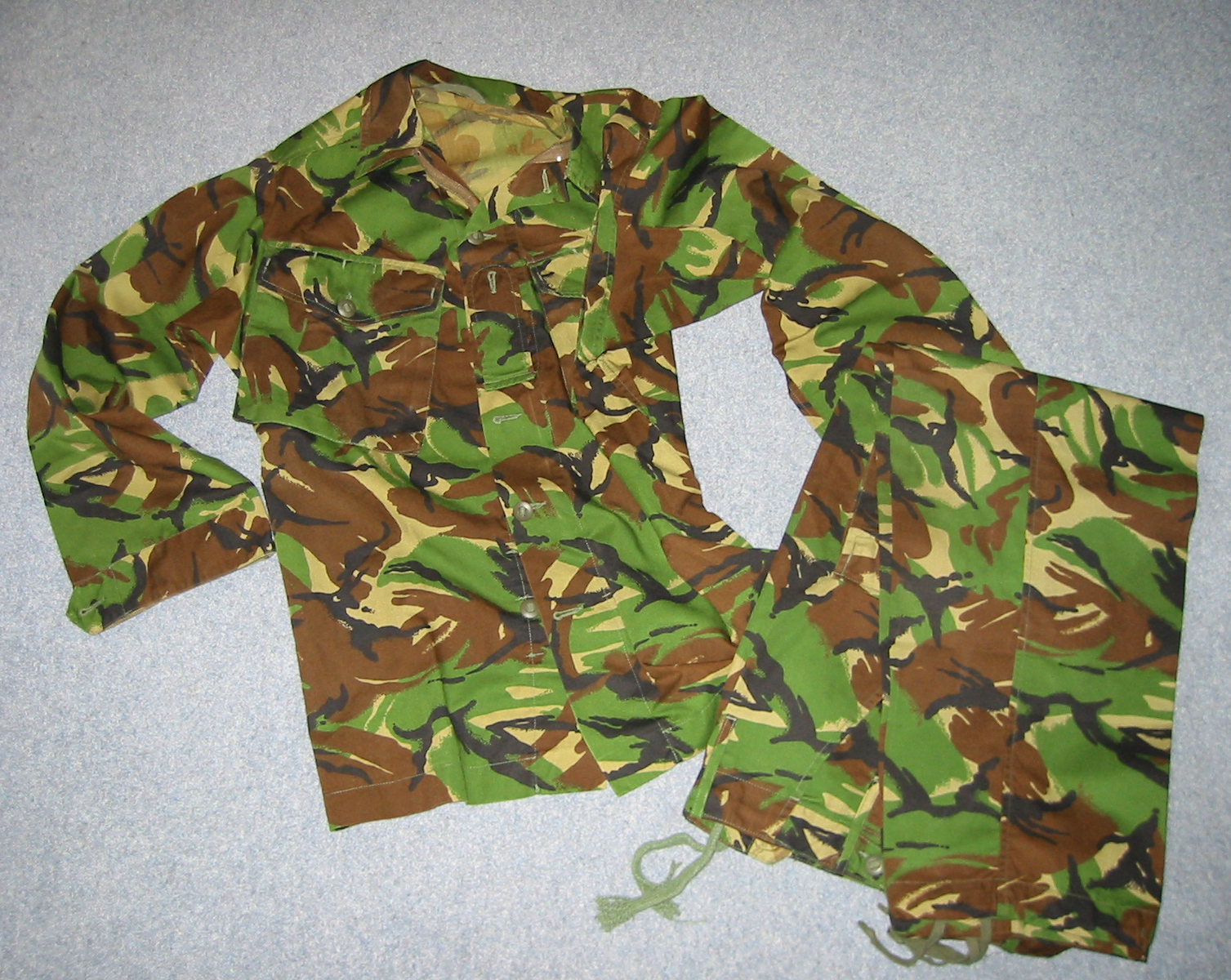
پیراهن و شلوار بریتانیایی در نسخه معتدل DPM.